# Juan Bautista de Pastene
Juan Bautista de Pastene (Nuestra Señora de la Gracia, Génova (Italia), 1507 — ?) fue un explorador y conquistador español del Perú y las Antillas Menores.

## Biografía
Nació en 1507, en la localidad de Nuestra Señora de la Gracia, en Génova. Hijo de don Tomás Pastene y doña Esmeralda Solimana, tal como lo expresa en su testamento hecho en Lima en 1546; habría llegado a América alrededor del año 1525.
No hay antecedentes completos sobre sus actividades entre esa fecha y 1541, pero habría participado en la conquista de las Antillas Menores y en la expedición de Francisco Pizarro al Perú, en la cual casi pierde la vida. Con toda seguridad esta aventura le reportó una suma de dinero nada despreciable, por cuanto adquirió, en sociedad con un tal Baltasar Díaz, el navío La Concepción desempeñándose a bordo como maestre (capitán mercante) y piloto, comerciando entre Perú y Panamá.
En 1541 y después de la guerra civil que le costó la vida a Pizarro, Pastene arriba a Panamá en donde da cuenta de los sucesos a dos oidores de la Real Audiencia de Panamá. Es probable que después de esta recalada la Real Audiencia le otorgase el título de Piloto Mayor del Mar del Sur, cuando ya poseía fama de hábil y experto en el arte de navegar.
De regreso al Perú, el gobernador licenciado Cristóbal Vaca de Castro, en previsión de ataques franceses que provinieran desde el extremo austral, por la vía del Estrecho de Magallanes, autoriza el zarpe del navío San Pedro, de propiedad de Pastene, otorgándole el cargo de capitán, con encargo de prevenir a Valdivia, así como también de llevar un cargamento con provisiones, armas y municiones, que mucha falta hacían en Chile. Es menester tener presente que el cargo de capitán permitía comandar naves de guerra.
Pastene llega a Chile en julio de 1544, siendo recibido con mucho agrado por los habitantes de las nacientes provincias, en especial por el conquistador don Pedro de Valdivia, quien nombra a Juan Bautista Pastene Teniente General en la Mar, y le da poder para realizar un viaje de descubrimiento de toda la costa hacia el Estrecho de Magallanes. Vuelve al Perú en 1547.